# Castillo de Sandal

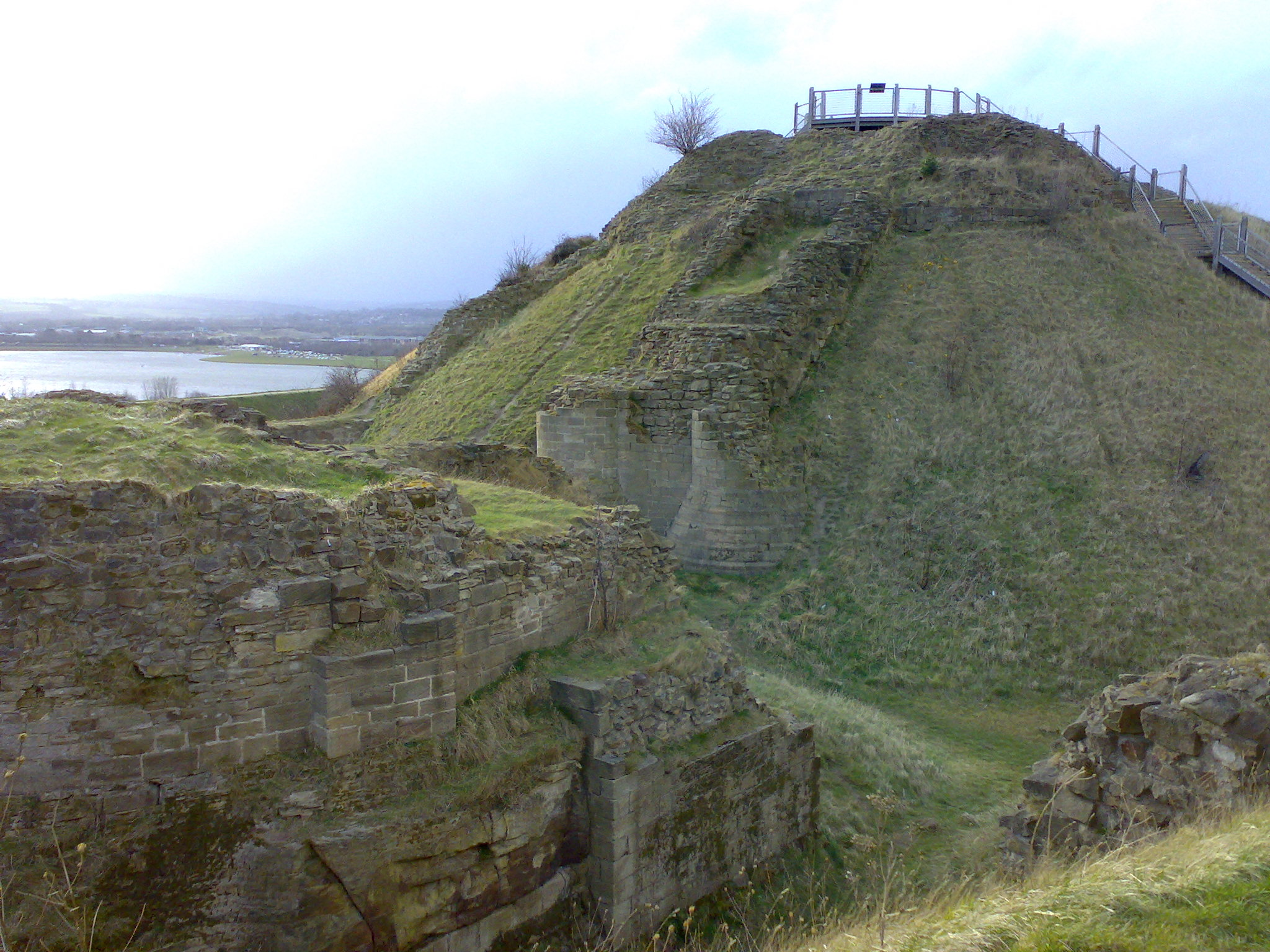
Las ruinas del Castillo de Sandal en West Yorkshire.

El Castillo de Sandal es una fortaleza ubicada en los alrededores de Wakefield en West Yorkshire. Dueño de una rica historia de conspiraciones e intrigas palaciegas, en sus cercanías se libró la batalla de Wakefield, en la cual Ricardo de York y sus fuerzas fueron derrotadas y él muerto por el ejército de la reina Margarita de Anjou durante las guerras de las Dos Rosas. Fue parte de las tropas realistas durante la Revolución Gloriosa, en la cual después del asedio terminó en ruinas. Permanece en ese estado hasta el día de hoy, siendo objeto de investigaciones arqueológicas y un gran atractivo turístico. 
- Datos: Q1760652
- Multimedia: Sandal Castle / Q1760652